# Сити-холл (линия Бродвея, Би-эм-ти)
|   |   |   |   |
| · | · | · | · |

|   |   |   |   |
| · | · | · | · |

«Сити-холл» (англ. City Hall) — станция Нью-Йоркского метрополитена, расположенная на линии Бродвея, Би-эм-ти. Станция находится в Нижнем Манхэттене, на пересечении Бродвея с Мюрей-стрит. На станции останавливаются маршруты: N (ночью), R (круглосуточно, кроме ночи) и W (в будни днём и вечером до 23:00).

## Устройство станции

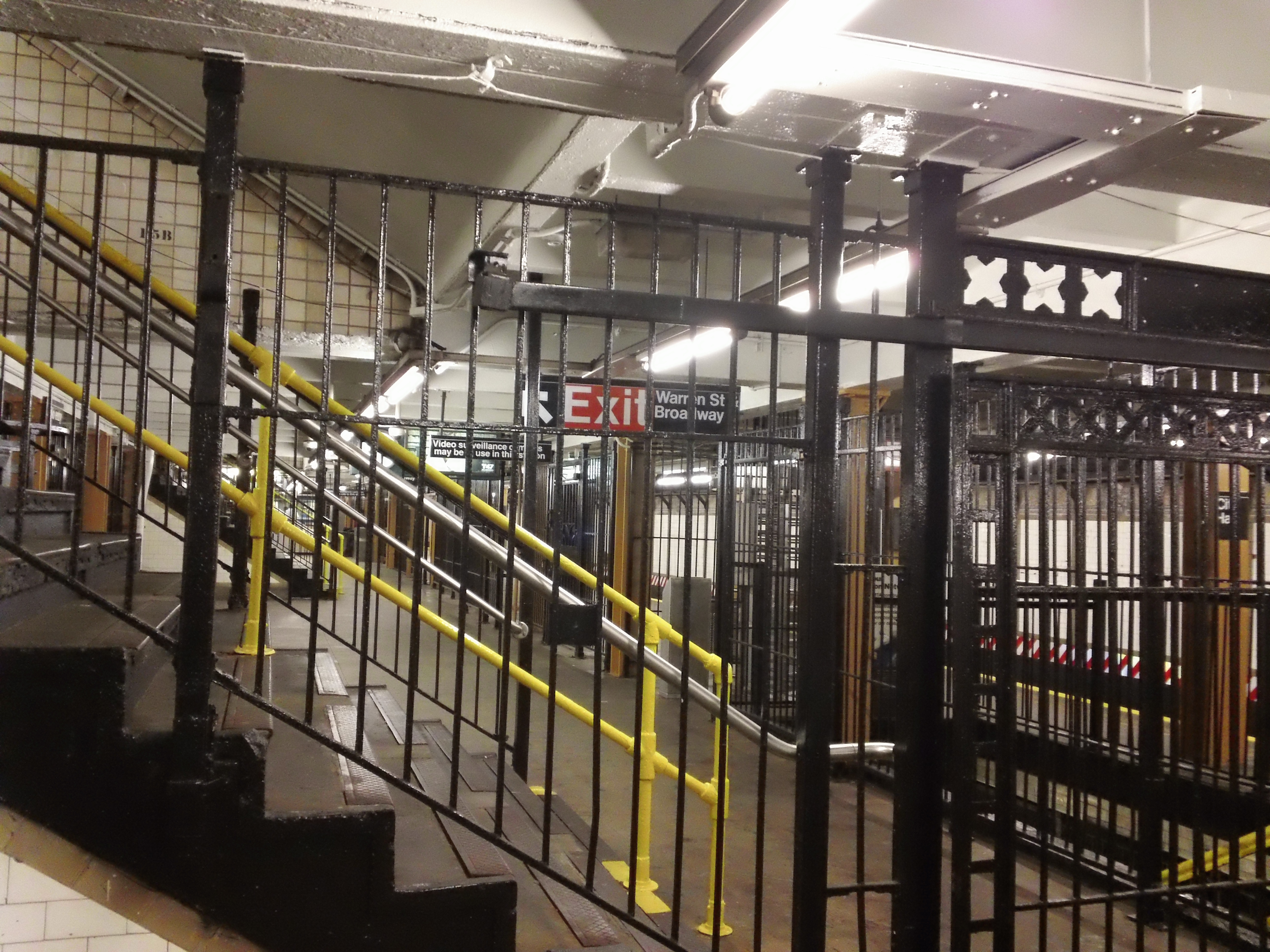
Огороженная зона на платформе вокруг лестниц, выйти из которой можно только через турникеты

Станция представлена единственной островной платформой. Она двухуровневая, но эксплуатируется только верхний уровень. Лестницы с улицы ведут прямо на платформу, причём турникеты располагаются непосредственно на платформе, поэтому в своём северном конце (основной выход) платформа обладает наибольшей шириной. Северный выход приводит к City Hall Park, в то время как южный — на Бродвей. Вследствие большого пассажиропотока лестницы на станции очень широкие.
Станция была реконструирована в конце 1970-х годов. В ходе реставрации была заменена мозаика, система освещения платформ и оповещения пассажиров. Отремонтированы лестницы и края платформ. В это же время был построен перекрёстный съезд на верхнем уровне. По планам МТА верхний уровень должен был стать терминалом для некоторых поездов.

## Нижний уровень платформ

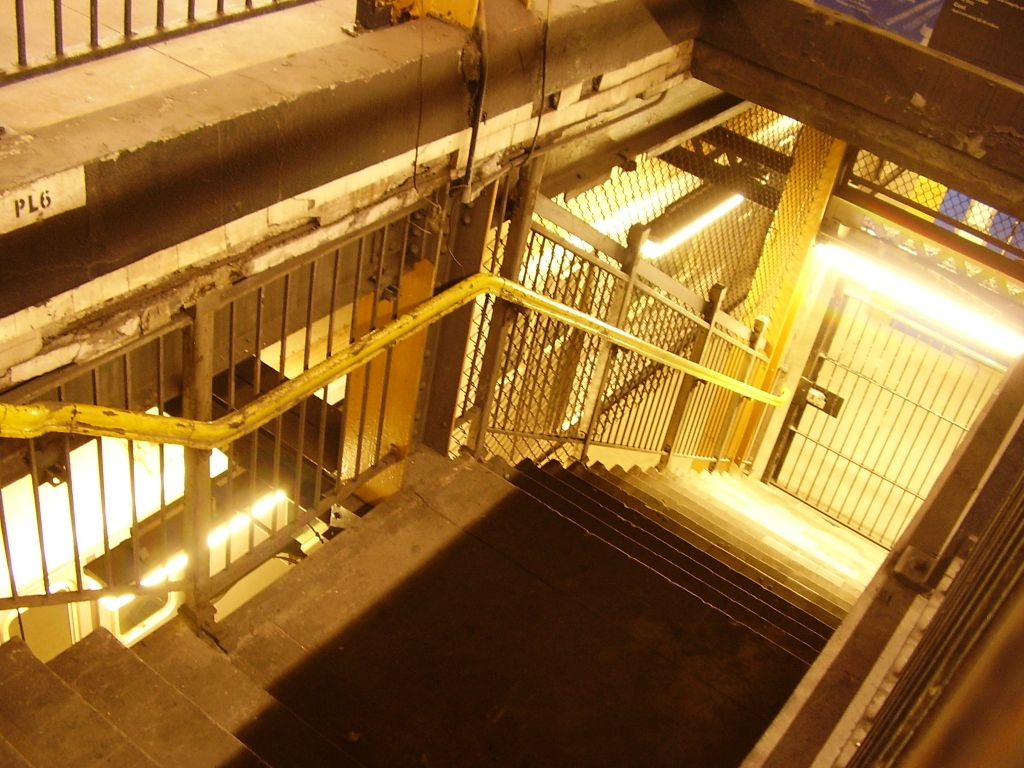
Лестница на нижний уровень платформ

Нижний уровень станции состоит из двух островных платформ и трёх путей. Изначально предполагалось, что верхний уровень платформ будет служить конечной станцией для локальных поездов BMT Broadway Line, в то время как экспресс-поезда будут следовать на нижний уровень, а затем дальше в Нижний Манхэттен и Бруклин. Центральный путь предполагалось использовать для специальных рейсов. Строительство шло полным ходом, но планы были изменены. В результате нижний уровень платформ, как и центральные экспресс-пути на верхнем уровне соседней станции — Canal Street — были закрыты. Сейчас нижний уровень используется только для отстоя поездов в непредвиденных ситуациях. Центральный путь не имеет третьего рельса, и неизвестно, будет ли он вообще установлен. Проход к нижнему уровню находится в центральной части верхней платформы. Доступ туда на данный момент закрыт.